# Huis Brimeu
Het huis Brimeu was een familie van Picardische adel, met als herkomst het plaatsje Brimeux in Noord-Frankrijk. De familie is blijkbaar in de 17de eeuw uitgestorven.

## Geschiedenis
Dit adellijk huis was reeds in de 12e eeuw bekend. Leden van deze familie schopten het tot gouverneur van Artesië en baljuws van Amiens.
In de Bourgondische tijd namen zij in de Nederlanden een vooraanstaande plaats: dit uitte zich met name in een aantal ridders in de Orde van het Gulden Vlies. De familie bezat talrijke heerlijkheden waaronder Wezemaal, Ameyden, Poederlee, Humbercourt, ...
Gwijde van Brimeu, heer van Humbercourt en sinds 1470 graaf van Megen, die een van de favoriete hovelingen van Maria van Bourgondië was, werd in 1477 door de opstandige Gentenaars onthoofd.
Zijn zoon, Adriaan van Brimeu, sneuvelde in de Slag bij Marignan. Lodewijk van Brimeu, kapitein van Amiens, zou in de Slag bij Azincourt het leven laten.

## Stamlijst

### De eerst generaties
1. Radulfus ( - 1173), miles dominus de Brimeu 1157/1160
  1. Enguerrand ( - 4/24 januari 1204), ridder, heer van Brimeux 1173
    1. Eustache I, in 1193/1221 geattesteerd ( - februari 1225), ridder
    2. Hugo ( - maart 1244), ridder, heer van Brimeux in 1193/1236
      1. Jan I ( - december 1291), ridder, heer van Brimeux, de Huppy et de Moyenneville 1244/84 ; ∞ voor 1244 Isabella de Beauraing ( - 1279), dochter van Alelme, heer van Huppy et de Moyenneville
        1. Witasse/Eustache II ( - augustus 1310), heer van Brimeux etc. 1262/1306 ; ∞ I NN de Dammartin ; ∞ II NN de Milly, dochter van Dreux
          1. (II) Aliaumes ( - 1329), heer van Brimeux in 1300/1318 ; ∞ I Isabella d’Airaines ( - 28 november 1310); ∞ II voor 1310 Maria de Landas ( -1351/1355), dochter van Jan, weduwe van Jan de Récourt, kastelein van Lens
            1. (I) Isabelle, erfgename van Brimeux ; ∞ I voor 1334 Jan van Melun ( - oktober 1336); ∞ II voor 1337 Willem Tyrel de Poix ( - 1351/1359)
            2. (II) Jan II (- in de Slag bij Caen, juli 1346), ridder, heer van Brimeux
            3. (II) Maria; ∞ I André de Renty ; ∞ II Wales de Quinquem, in 1355/1361 geattesteerd
            4. (II) Agnes
            5. (II) Beatrix

          2. (II) Willem I, in 1328/1347 geattesteerd ; ∞ NN de Behan
            1. Willem II, ook Florimond I genoemd ( - na 13 mei 1384), heer van Maizicourt; ∞ NN de Créquy, dochter van Hugo – nakomelingen zie hieronder
            2. Jan I ( - 13 augustus 1396, heer van Humbercourt 1359/80 ; ∞ voor 19 december 1371 Jeanne Fretel ( -1400, erfgename van Humbercourt nakomelingen zie hieronder

    3. Peter, ridder, heer van La Bouvaque[2] in 1193/1228
      1. Jan, in 1158/1178 geattesteerd ( - februari 1288) – nakomelingen

### De Heren van Maizicourt
1. Willem II, ook Florimond I genoemd ( - na 13 mei 1384), heer van Maizicourt; ∞ NN de Créquy, dochter van Hugo – voorouders zie hierboven
  1. Willem III, ook Florimond II genoemd, 1385 geattesteerd (- in de Slag bij Othée, 23 september 1408), ridder, heer van Maizicourt, Frans kamerheer; ∞ Maria de Sains[3]
    1. Colart, ook Florimond III genoemd ( - 29 juli 1442), heer van Maizicourt, seneschalk en gouverneur van Ponthieu, panétier van de hertog van Bourgondië, ridder in de Orde van het Gulden Vlies (nr. 17); ∞ Johanna d'Occoches, dochter van Hue en Johanna d'Aigneville[3].

  2. Jan, ook Athis genoemd, in 1400 geattesteerd ( - 1 september 1420), ridder, Frans kamerheer, Bourgondisch raadsman en kamerheer;
  3. David (voor 1384 - mei/juni 1448), in 1403 geattesteerd), heer van Ligny-sur-Canche, ridder, Frans raadsman en kamerheer, kapitein van het Louvre, baljuw van Hesdin, Maître d’hôtel du duc et membre du Grand Conseil), Bourgondisch gouverneur van Arras, ridder in de Orde van het Gulden Vlies (nr. 7); ∞ I Margaretha de Montagu, ∞ II Maria de Montauban, ∞ III Maria de Montmor, ∞ IV Johanna de Châtillon(-sur-Marne)[4]
  4. Jacob (voor 1384 - 18 maart 1447), in 1405 geattesteerd, ridder, heer van Grigny, kastelein van Hesdin, Bourgondisch raadsman en kamerheer,  ridder in de Orde van het Gulden Vlies (nr. 19); ∞ Maria du Bos, vrouwe van Grigny,[5]
  5.  ? Archambault ( - september 1430), in 1413 geattesteerd

### Graven van Megen
1. Jan I ( - 13 augustus 1396), heer van Humbercourt in 1359/1380 ; ∞ voor 19 december 1371 Johanna Fretel ( - 1400), erfgename van Humbercourt – voorouders zie hierboven
  1. David, ridder, in 1386 geattesteerd ( - 6/9 februari 1427), heer van Humbercourt, Bourgondisch gouverneur van Arras, Bapaume etc., baljuw van Amiens, Bourgondisch en Frans raadsman en kamerheer; ∞ I voor augustus 1396 Maria de Sorrus ( - 1422/1423), dochter van Jan en Marguerite d’Estréelles; ∞ II (huwelijkscontract 2 oktober 1424) Maria de Mailly-Lorsignol ( - 6 september 1456), dochter van Gilles en Johanna de Billy, weduwe van Colart de Mailly
    1. (I) Jan II ( - 2 februari 1441), heer van Humbercourt, van Chaulnes en Fonches, baljuw van Amiens, Bourgondisch raadsman en kamerheer; ∞ I 1426 Maria de Boissy, dochter van Hendrik en Margaretha de Mailly ; ∞ II 1432 Maria de Mailly ( - 30 mei 1470), dochter van Colart en Maria de Mailly-Lorsignol, ze huwde als in 1443 als tweede echtgenoot met Jacob de Banquetin ( - 14/17 april 1453)
      1. (I) Johanna, erfgename van Chaulnes en Fonches ; ∞ ca. 1441 Antoon d’Oignies, heer van Bruay ( -19 maart 1478)
      2. (II) Gwijde ( 1433/1434 - (onthoofd) Gent, 3 april 1477), ridder, in 1470 graaf van Megen, Baden-Baden, op 6 juli 1473 keizerlijk hofpaltsgraaf, heer van Humbercourt, Wezemaal, Westerlo, Peer, Neerlinter, Grez, Houdain, Cohem etc., Bourgondisch gouverneur van Luik, Namen, Limburg en Gelre, lid van de Geheime Raad en kamerheer, erfmaarschalk van Brabant, ridder in de Orde van het Gulden Vlies (nr. 78), bijgezet in de kathedraal van Arras; ∞ (huwelijkscontract 19 maart 1463) Antonia de Rambures, Moyenneville en Le Bazèque ( - 25 juni/2 december 1517), dochter van Jacob, heer van Dompierre, en Maria de Berghes-Saint-Winock
        1. Karel van Brimeu (na 10 november 1471 - januari 1474/29 mei 1477)
        2. Adriaan (1471/1472 - in de Slag bij Marignano, 14 september 1515), ridder, Frans raadsheer en kamerheer; ∞ voor 15 augustus 1475 Catherina de Croÿ, dochter van Jan II van Croÿ, graaf van Chimay (Huis Croÿ)
        3. Adrienne (1471/1472 -1 juni 1500) ∞ (huwelijkscontract 12 december 1487) Jan III van Glymes, markgraaf van Bergen op Zoom, ridder in de Orde van het Gulden Vlies ( - 20 januari 1531) (Huis Glymes)
        4. dochter (Charlotte), * 10. August 1472 ( -1473/84
        5. Eustache (ca. 1474 - 1547/1548), graaf van Megen, in 1496 heer van Wezemaal, Bourgondisch raadsman en kamerheer; ∞ 1522 Barbe van Hille, te Éperlecques ( - na 7 augustus 1544), dochter van Frans van Hille, graaf van Thurn, en Margaretha bastaard van Oostenrijk
          1. Karel, * um 1523 ( -7 januari 1572, graaf van Megen, gouverneur van Luxemburg en Vermandois, Geldern, Zutphen, Groningen, Drenthe en Friesland, kapitein-generaal van Henegouwen, ridder in de Orde van het Gulden Vlies (nr. 223).
          2. George (ca. 1524 - 17 november 1571), heer van Querrieu, Argœuves, Chinolles, Moyenneville, Montigny etc.; ∞ ca 1550 Anna van Walthausen, weduwe van Frans Willem van Hille, zij hertrouwde op 17 november 1571 met Claudius van Witthem
            1. Marie de Brimeu (ca. 1550 - 18 april 1605; ∞ I (huwelijkscontract 17 november 1571) Lancelot de Berlaymont, heer van Beaurain ( - juni 1578); ∞ II 14 september 1580 Karel III de Croÿ, (Franse) hertog van Croÿ, 4e hertog van Aarschot, ridder in de Orde van het Gulden Vlies ( - 13 januari 1612) (Huis Croÿ)
            2. Maria ( - 3 januari 1580; ∞ Claude de Berlaymont, heer van Haultepenne[6] ( - 13 juni 1587)

          3. Margaretha ( - na 13 september 1548)

        6. Lamberte (ca. 1474  - 27 mei 1556); ∞ I voor 15 juli 1488, gescheiden, Jan VII, vrijheer van Merode ( - 14 juli 1497) (Huis Merode); ∞ II (huwelijkscontract 26 april 1491) Ferri de Croÿ, heer van Roeulx, ridder in de Orde van het Gulden Vlies ( - 17 juni 1524) (Huis Croÿ)
        7. Guy (ca. 1475 - 18 juni/16 november 1518; ∞ (huwelijkscontract 1 augustus 1497) Jan du Bos, heer van Esquerdes ( - 12 mei 1511)

      3. (II) Filips (ca. 1439 - 24 september 1504), heer van Béthisy, in 1470 kanunnik aan de Sint-Lambertuskathedraal in Luik, in 1473 aartsdiaken van Kamerijk en de Ardennen, in 1474 proost van Nijvel, 1478 scholasticus aan Sint-Jakobskathedraal in Leuven, in 1498 domproost te Kamerijk

    2. (I) Robert ( - in de Slag bij Brouwershaven, 13/21 januari 1426)
    3. (I) Antoinette ; ∞ ca. 1420 Jean Malet, heer van Coupigny (Huis Malet)

  2. Colart ( - 1427), heer van Foucaucourt

## Bekende familieleden
- Gwijde van Brimeu: onthoofd in Gent.
- Karel van Brimeu: verkocht de heerlijkheid Wesemael aan Gaspard Schetz, heer van Grobbendonck en Durbuy.[7]
- Maria van Brimeu, vrouw van Coenraad Schetz.[8]
- Lamberte van Brimeu: gehuwd met Ferry van Croÿ.